# وتا
وتا (به انگلیسی: Veta) یک فیلم در هند است.